# Championnat d'Italie de rugby à XV 2012-2013
Navigation
Eccellenza 2011-2012 Eccellenza 2013-2014
Le Championnat d'Italie de rugby à XV 2012-2013 ou Campionato Nazionale Eccellenza 2012-2013 oppose les douze meilleures équipes italiennes de rugby à XV. Le championnat débute le 22 septembre 2012 et se termine par une finale prévue en 25 mai 2013. Il se déroule en deux temps : une première phase dite régulière en match aller-retour où toutes les équipes se rencontrent deux fois et une phase finale en deux tours. Le premier de la phase régulière rencontre le quatrième et le deuxième rencontre le troisième en match aller-retour lors des demi-finales, puis la finale entre les deux vainqueurs de ces demi-finales.
Le Mogliano Rugby SSD remporte le titre de champion d'Italie après sa victoire en finale contre le I Cavalieri Prato sur le score de 16 à 11. L'Aquila Rugby, après avoir perdu le match de barrage contre le Crociati RFC est relégué en Serie A pour la saison 2013-2014.

## Liste des équipes en compétition
San Donà, vainqueur de la Série A1, est promu et remplace San Gregorio Catania relégué en deuxième division. La disparition de l'Aironi en Pro12 provoque la réintroduction de Viadana en Eccellenza, et la montée de Fiamme Oro. Le championnat se dispute donc avec 12 clubs, et la formule reste comme cela pour les saisons suivantes.
| L'Aquila Calvisano Parme Prato Lazio Rome Mogliano Veneto Padoue San Donà Reggio Emilia Rovigo Fiamme Oro Rome Viadana |

| Équipe             | Stade                                                   | Capacité | Ville           |
| ------------------ | ------------------------------------------------------- | -------- | --------------- |
| L'Aquila Rugby     | Stade Tommaso-Fattori                                   | 9 200    | L'Aquila        |
| Rugby Calvisano    | Stade communal San Michele                              | 3 500    | Calvisano       |
| Crociati RFC       | Stadio XXV Aprile                                       | 2 500    | Parme           |
| I Cavalieri Prato  | Stade Enrico-Chersoni                                   | 2 500    | Prato           |
| SS Lazio           | Centre sportif Giulio-Onesti                            | 628      | Rome            |
| Mogliano Rugby SSD | Stade Maurizio-Quaggia                                  | 786      | Mogliano Veneto |
| Petrarca Padoue    | Stadio Plebiscito                                       | 9 600    | Padoue          |
| San Donà           | Stade Romolo-Pacifici                                   | 1 500    | San Donà        |
| Reggio Emilia      | Centre sportif Canalina                                 |          | Reggio d'Émilie |
| Rugby Rovigo       | Stade Mario-Battaglini                                  | 10 000   | Rovigo          |
| Fiamme Oro Rugby   | Centro Sportivo della Polizia di Stato di Ponte Galeria |          | Rome            |
| Rugby Viadana      | Stade Luigi-Zaffanella                                  | 5 000    | Viadana         |

## Résumé des résultats

### Classement de la phase régulière
Selon le communiqué no 23, du 8 mai 2013, émanant de la Fédération italienne de rugby.
| Rang | Club                | J  | V  | N | D  | Bo | Bd | Pm  | Pe  | Diff | Pts |
| ---- | ------------------- | -- | -- | - | -- | -- | -- | --- | --- | ---- | --- |
| 1    | Rugby Viadana (P)   | 22 | 19 | 0 | 3  | 9  | 1  | 529 | 255 | +274 | 86  |
| 2    | Rugby Calvisano (T) | 22 | 17 | 1 | 4  | 12 | 2  | 696 | 388 | +308 | 84  |
| 3    | Cavalieri Prato     | 22 | 17 | 0 | 5  | 10 | 5  | 572 | 249 | +323 | 83  |
| 4    | Mogliano SSD        | 22 | 15 | 1 | 6  | 8  | 1  | 529 | 365 | +164 | 71  |
| 5    | Petrarca Padoue     | 22 | 14 | 0 | 8  | 8  | 5  | 547 | 311 | +236 | 69  |
| 6    | Rugby Rovigo        | 22 | 14 | 0 | 8  | 3  | 4  | 467 | 326 | +141 | 63  |
| 7    | SS Lazio            | 22 | 8  | 0 | 14 | 4  | 6  | 416 | 524 | -108 | 42  |
| 8    | Fiamme Oro (P)      | 22 | 9  | 0 | 13 | 2  | 3  | 414 | 526 | -112 | 41  |
| 9    | San Donà (P)        | 22 | 7  | 0 | 15 | 2  | 7  | 348 | 456 | -108 | 37  |
| 10   | Reggio              | 22 | 6  | 0 | 16 | 3  | 4  | 310 | 604 | -294 | 31  |
| 11   | L'Aquila Rugby      | 22 | 2  | 0 | 20 | 2  | 6  | 206 | 706 | -500 | 16  |
| 12   | Crociati RFC        | 22 | 3  | 0 | 19 | 0  | 4  | 274 | 598 | -324 | 16  |

|  | Qualifiés pour les demi-finales et le Challenge européen 2013-2014 (no 1, no 2, no 3, no 4).                   |
|  | Disputent le match de barrage pour la relégation en deuxième division à l'issue de la saison (no 11 et no 12). |
|  | T : tenant du titre 2012 • P : promu 2012                                                                      |

Attribution des points : victoire sur tapis vert : 5, victoire : 4, match nul : 2, défaite : 0, forfait : -2 ; plus les bonus (offensif : 4 essais marqués ; défensif : défaite par 7 points d'écart ou moins).
Règles de classement : ?

### Barrage
| 11 mai 2013 16 h 00 CET | Crociati RFC | 21 – 15 (6 - 8) | L'Aquila Rugby | Stade Enrico-Chersoni, Prato 600 spectateurs Arbitre : Falzone |
| 11 mai 2013 16 h 00 CET |              |                 |                | Stade Enrico-Chersoni, Prato 600 spectateurs Arbitre : Falzone |
| 11 mai 2013 16 h 00 CET |              |                 |                | Stade Enrico-Chersoni, Prato 600 spectateurs Arbitre : Falzone |

### Phase finale
Les quatre premiers de la phase régulière sont qualifiés pour les demi-finales qui se font en matchs aller-retour. L'équipe classée première affronte celle classée quatrième alors que la seconde affronte la troisième. Les deux premières équipes ont l'avantage de recevoir lors du match retour. 
|  | Demi-finales           | Demi-finales          |                        |         | Finale                                      | Finale                                      |
|  | Demi-finales           | Demi-finales          |                        |         | Finale                                      | Finale                                      |
|  |                        |                       |                        |         |                                             |                                             |
|  | 11 mai et 18 mai 2013  | 11 mai et 18 mai 2013 |                        |         | 25 mai 2013 au Stade Enrico-Chersoni, Prato | 25 mai 2013 au Stade Enrico-Chersoni, Prato |
|  | 11 mai et 18 mai 2013  | 11 mai et 18 mai 2013 |                        |         | 25 mai 2013 au Stade Enrico-Chersoni, Prato | 25 mai 2013 au Stade Enrico-Chersoni, Prato |
|  | [1] Rugby Viadana      | 8 \| 13               |                        |         | 25 mai 2013 au Stade Enrico-Chersoni, Prato | 25 mai 2013 au Stade Enrico-Chersoni, Prato |
|  | [1] Rugby Viadana      | 8 \| 13               |                        |         | 25 mai 2013 au Stade Enrico-Chersoni, Prato | 25 mai 2013 au Stade Enrico-Chersoni, Prato |
|  | [4] Mogliano Rugby SSD | 18 \| 6               |                        |         | 25 mai 2013 au Stade Enrico-Chersoni, Prato | 25 mai 2013 au Stade Enrico-Chersoni, Prato |
|  | [4] Mogliano Rugby SSD | 18 \| 6               | [4] Mogliano Rugby SSD | 16      |                                             |                                             |
|  | 12 mai et 19 mai 2013  |                       | [4] Mogliano Rugby SSD | 16      |                                             |                                             |
|  |                        | [3] I Cavalieri Prato | 11                     |         |                                             |                                             |
|  | [2] Rugby Calvisano    | [3] I Cavalieri Prato | 11                     | 6 \| 14 |                                             |                                             |
|  | [2] Rugby Calvisano    |                       |                        | 6 \| 14 |                                             |                                             |
|  | [3] I Cavalieri Prato  | 24 \| 6               |                        |         |                                             |                                             |
|  | [3] I Cavalieri Prato  | 24 \| 6               |                        |         |                                             |                                             |

## Résultats détaillés

### Phase régulière

#### Tableau synthétique des résultats
L'équipe qui reçoit est indiquée dans la colonne de gauche.
| Clubs              | AQU   | CAL   | CRO   | FIA   | ICA   | LAZ   | MOG   | PAD   | REG   | ROV   | SAN   | VIA   |
| ------------------ | ----- | ----- | ----- | ----- | ----- | ----- | ----- | ----- | ----- | ----- | ----- | ----- |
| L'Aquila Rugby     |       | 6-59  | 29-25 | 13-15 | 6-26  | 12-13 | 15-16 | 3-32  | 14-19 | 11-18 | 32-18 | 6-21  |
| Rugby Calvisano    | 69-3  |       | 36-10 | 42-27 | 19-14 | 42-25 | 30-8  | 25-20 | 53-17 | 34-23 | 42-15 | 15-18 |
| Crociati RFC       | 13-9  | 15-36 |       | 27-13 | 6-29  | 16-17 | 8-43  | 6-15  | 26-29 | 12-24 | 3-14  | 23-35 |
| Fiamme Oro         | 24-6  | 23-41 | 40-7  |       | 29-26 | 20-29 | 8-42  | 12-19 | 15-29 | 15-6  | 12-15 | 12-21 |
| I Cavalieri Prato  | 52-6  | 14-3  | 13-6  | 55-13 |       | 20-16 | 33-3  | 33-11 | 41-7  | 19-6  | 32-13 | 13-0  |
| SS Lazio           | 42-12 | 25-30 | 34-11 | 17-19 | 15-24 |       | 33-11 | 19-25 | 12-6  | 17-20 | 23-22 | 16-15 |
| Mogliano Rugby SSD | 64-5  | 15-15 | 46-3  | 35-23 | 30-24 | 20-6  |       | 16-11 | 25-11 | 15-29 | 40-17 | 11-26 |
| Petrarca Padoue    | 30-3  | 16-24 | 52-19 | 17-11 | 13-25 | 38-10 | 36-3  |       | 45-3  | 33-9  | 38-12 | 9-16  |
| Rugby Reggio       | 18-3  | 29-33 | 7-20  | 23-30 | 6-38  | 28-23 | 15-32 | 12-34 |       | 11-16 | 18-15 | 3-24  |
| Rugby Rovigo       | 67-3  | 32-16 | 22-3  | 23-12 | 16-9  | 41-8  | 13-16 | 20-14 | 12-16 |       | 19-13 | 17-6  |
| San Donà           | 20-6  | 13-15 | 18-12 | 12-21 | 5-8   | 21-13 | 3-8   | 14-24 | 41-17 | 27-22 |       | 12-18 |
| Viadana            | 45-3  | 20-17 | 37-9  | 35-6  | 26-24 | 50-15 | 13-9  | 16-15 | 38-0  | 16-12 | 33-8  |       |

|  | Victoire à domicile |  | Match nul |  | Défaite à domicile |

#### Détail des résultats
Les points marqués par chaque équipe sont inscrits dans les colonnes centrales (3-4) alors que les essais marqués sont donnés dans les colonnes latérales (1-6). Les points de bonus sont symbolisés par une bordure bleue pour les bonus offensifs (trois essais de plus que l'adversaire), orange pour les bonus défensifs (défaite avec au plus sept points d'écart), rouge si les deux bonus sont cumulés. 

### Phase finale

#### Demi-finales
| 11 mai 2013 17 h 00 CET | Mogliano Rugby SSD                                                                                                  | 18 – 8 (6 – 5) | Rugby Viadana                                                                                    | Stade Maurizio-Quaggia, Mogliano Veneto 1 500 spectateurs Arbitre : Matteo Liperini |
| 11 mai 2013 17 h 00 CET | Pénalité(s) : Fadalti 4 (9e, 29e, 44e, 66e), Nathan (76e) Drop(s) : Galon (73e) Carton(s) jaune(s) : Lucchese (53e) |                | Essai(s) : Robertson (26e) Pénalité(s) : Apperley (70e) Carton(s) jaune(s) : Van Jaarsveld (43e) | Stade Maurizio-Quaggia, Mogliano Veneto 1 500 spectateurs Arbitre : Matteo Liperini |
| 11 mai 2013 17 h 00 CET | |                |                                                                                                  | Stade Maurizio-Quaggia, Mogliano Veneto 1 500 spectateurs Arbitre : Matteo Liperini |

| 12 mai 2013 17 h 00 CET | I Cavalieri Prato | 24 – 6 (12 – 6) | Rugby Calvisano                                                           | Stade Enrico-Chersoni, Prato 1 200 spectateurs Arbitre : Claudio Blessano |
| 12 mai 2013 17 h 00 CET | Essai(s) : Ngawini (47e), Ruffolo (58e) Transformation(s) : Ragusi (58e) Pénalité(s) : Ragusi 4 (10e, 19e, 39e, 40e) |                 | Pénalité(s) : Griffen 2 (16e, 38e) Carton(s) jaune(s) : Cicchinelli (21e) | Stade Enrico-Chersoni, Prato 1 200 spectateurs Arbitre : Claudio Blessano |
| 12 mai 2013 17 h 00 CET | |                 |                                                                           | Stade Enrico-Chersoni, Prato 1 200 spectateurs Arbitre : Claudio Blessano |

| 18 mai 2013 17 h 00 CET | Rugby Viadana                                                                             | 13 – 6 (10 – 5) | Mogliano Rugby SSD                                                                                              | Stade Luigi-Zaffanella, Viadana Arbitre : Stefano Penné |
| 18 mai 2013 17 h 00 CET | Essai(s) : Padro (28e) Transformation(s) : Fenner (28e) Pénalité(s) : Fenner 2 (32e, 68e) |                 | Essai(s) : Nathan (32e), Fadalti (66e) Carton(s) jaune(s) : Candiago (14e), Costa Repetto (20e), Meggetto (26e) | Stade Luigi-Zaffanella, Viadana Arbitre : Stefano Penné |
| 18 mai 2013 17 h 00 CET |                                                                                           |                 | | Stade Luigi-Zaffanella, Viadana Arbitre : Stefano Penné |

| 19 mai 2013 17 h 00 CET | Rugby Calvisano                                                                   | 14 – 6 (14 – 3) | I Cavalieri Prato                                                                     | Stade communal San Michele, Calvisano Arbitre : Carlo Damasco |
| 19 mai 2013 17 h 00 CET | Essai(s) : de pénalité (3e), Vunisa (25e) Transformation(s) : Griffen 2 (3e, 25e) |                 | Pénalité(s) : Ragusi 2 (7e, 75e) Carton(s) jaune(s) : Garfagnoli (24e), Petillo (49e) | Stade communal San Michele, Calvisano Arbitre : Carlo Damasco |
| 19 mai 2013 17 h 00 CET |                                                                                   |                 |                                                                                       | Stade communal San Michele, Calvisano Arbitre : Carlo Damasco |

#### Finale
| 25 mai 2013 16 h 40 CET | Mogliano Rugby SSD                                                                                                   | 16 – 11 (8 – 5) | I Cavalieri Prato                                                                                | Stade Enrico-Chersoni, Prato Arbitre : Giuseppe Vivarini |
| 25 mai 2013 16 h 40 CET | Essai(s) : Onori (2e, 43e) Pénalité(s) : Fadalti (34e), Nathan (67e) Carton(s) jaune(s) : Candiago (75e), Maso (80e) |                 | Essai(s) : Nifo Tautua (6e) Pénalité(s) : Ragusi 2 (47e, 58e) Carton(s) jaune(s) : Ruffolo (65e) | Stade Enrico-Chersoni, Prato Arbitre : Giuseppe Vivarini |
| 25 mai 2013 16 h 40 CET | |                 |                                                                                                  | Stade Enrico-Chersoni, Prato Arbitre : Giuseppe Vivarini |